# Instituto Nacional del Cáncer (Estados Unidos)

Logo del Instituto Nacional del Cáncer

El Instituto Nacional del Cáncer (Instituto Nacional del Cáncer o NCI por sus siglas en inglés), es parte del National Institutes of Health (Instituto Nacional de la Salud de Estados Unidos o NIH), el cual a su vez es una de las once agencias que forman el U.S. Department of Health and Human Services. EL NCI coordina el programa nacional del cáncer de Estados Unidos, y conduce y sostiene investigación, preparación profesional y otras actividades relacionadas con las causas, prevención, diagnóstico y tratamiento del cáncer; el soporte de pacientes con cáncer y sus familias, y supervivencia. Desde julio de 2010 el director del NCI es el Dr. Harold Varmus.
El NCI mantiene grandes programas de investigación intramuros en Bethesda y en el Frederick National Laboratory for Cancer Research en Fort Detrick, in Frederick, Maryland. Adicionalmente el NCI financia a cientos de investigadores en todo el territorio de los Estados Unidos.

## Historia legislativa
El Congreso de los Estados Unidos estableció la fundación del NCI por medio de la resolución National Cancer Institute Act, emitida el 6 de agosto de 1937, como un instituto de investigación independiente. Luego el congreso estableció al NCI como una división operativa del National Institutes of Health por medio del acta de servicios de salud pública emitida el 1 de julio de 1944. Luego el congreso enmendó el acta de servicios públicos de salud, con el acta nacional del cáncer, en 1977 ampliando los alcances y responsabilidades del NCI "en pos de desarrollar más efectivamente los esfuerzos nacionales contra el cáncer". A lo largo de los años, las diferentes enmiendas han mantenido a las autoridades y responsabilidades del NCI añadiendo nuevos mandatos de difusión de información, como también un requerimiento de asesoría para la incorporación de nuevos tratamientos a la práctica clínica.

## Investigación en quimioterapia antineoplásica

Vincristina

El NCI ha jugado un rol temprano y preponderante en el descubrimiento de las drogas quimioterapéuticas utilizadas en Estados Unidos. De acuerdo a un análisis hecho por el propio NCI en 1996, dos tercios de las drogas anticancerosas aprobadas hacia fines de 1995 fueron drogas de investigación promocionadas por el NCI:[cita requerida]
- Clorambucil (Leukeran) (1957)
- Ciclofosfamida (Citoxan) (1959)
- Tiotepa (1959)

Ciclofosfamida

- Melfalán (Alkeran) (1959) (IV in 1993)
- Estreptozocina (Zanosar) (1982)
- Ifosfamida (Ifex) (1988)

Antimetabolitos
- Mercaptopurina (1953)
- Methotrexate (1953)
- Tioguanina (1966)
- Arabinósido de citosina (Ara-C) (1969)
- Floxuridina (FUDR) (1970)
- Fludarabina fosfato (1991)
- Pentostatin (1991)
- Clorodeoxiadenosina (Cladribina)(1992)

- Vincristina (Oncovin) (1963)
- Actinomicina D (Cosmegen) (1964)
- Mitramicina (Mithracin) (1970)
- Bleomicina (Blenoxane) (1973)
- Doxorrubicina (Adriamycin) (1974)
- Mitomicina C (Mutamycin) (1974)
- L-Asparaginasa (Elspar) (1978)
- Daunomicina (Cerubidine) (1979)
- VP-16-213 (Etopósida) (1983)
- VM-26 (Tenipósida) (1992)
- Taxol (Paclitaxel) (1992)

- Hidroxiurea (Hidrea) (1967)
- Procarbazina (Matulane) (1969)

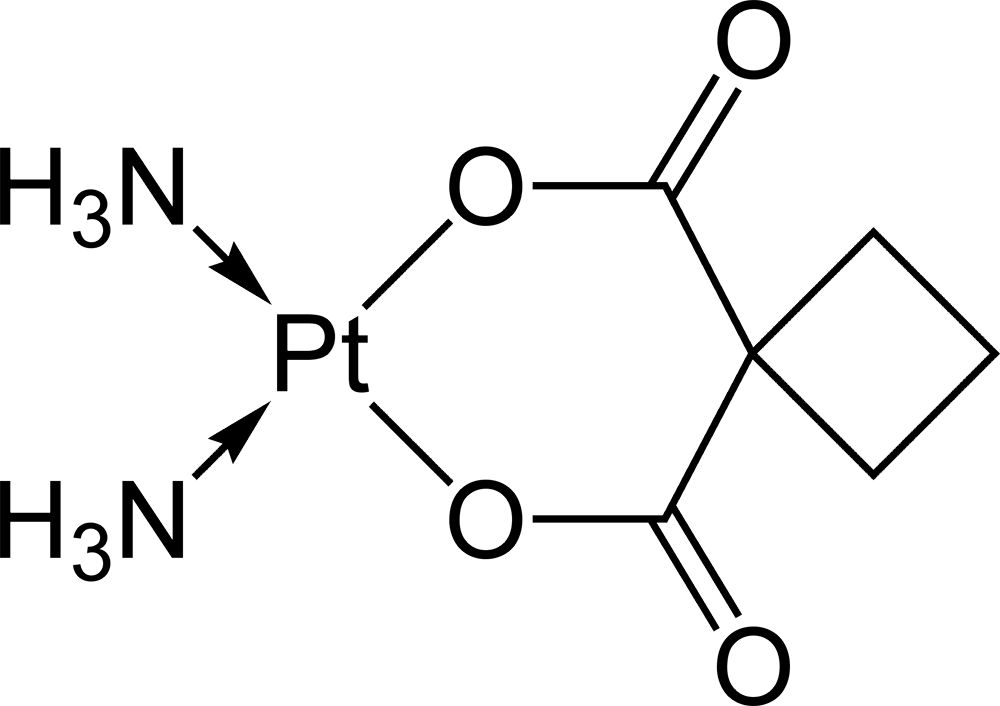
Carboplatino

- O, P'-DDD (Lisodren, Mitotane) (1970)
- Dacarbazina (DTIC) (1975)
- CCNU (Lomustina) (1976)
- BCNU (Carmustina) (1977)
- Cis-diammindicloroplatino (Cisplatino) (1978)
- Mitoxantrona (Novantrona) (1988)
- Carboplatino (Paraplatin) (1989)
- Levamisola (Ergamisol) (1990)
- Hexametilmelamina (Hexalen) (1990)
- Ácido retinoico todo-trans (Vesanoid) (1995)
- Sodio porfimer (Photofrin) (1995)

Hormonas y esteroides
- DES (1950)
- Prednisona (1953)
- Fluoximesterona (Halotestin) (1958)
- Dromostanolona (Drolban) (1961)
- Testolactona (Teslac) (1970)
- Metil prednisolona
- Prednisolona
- Zoladex (1989)

Biológicos
- Interferón (Intron A, Roferon-A) (1986)
- BCG (TheraCys, TICE) (1990)
- G-CSF (1991)
- GM-CSF (1991)
- Interleucina 2 (Proleukin) (1992)

Adicionalmente, los científicos del NCI han jugado importante rol en el descubrimiento y desarrollo de importantes drogas para el tratamiento del SIDA entre las que se incluyen la zidovudina (AZT), didanosina (ddI), y zalcitabina (ddC)